# Bohuš Keler
Bohuš Keler (* 8. září 1961 Karviná) je bývalý český fotbalista a fotbalový trenér.

## Hráčská kariéra
S fotbalem začínal v NH Ostrava. V lize hrál za Vítkovice. V sezoně 1985/1986 získal s prvoligovým klubem TJ Vítkovice mistrovský titul. Po pěti sezónách odešel z Vítkovic do Francie, kde hrál v sezoně 1990/1991 druhou ligu za Le Havre AC a další dvě sezóny působil ve třetí lize v Angoulême CFC. Po návratu do vlasti hrál za Vítkovice, Bohumín, Karvinou-Vítkovice, ČSA Karviná a FK Krnov, kde působil jako hrající trenér. V první lize odehrál za FC Vítkovice 130 utkání a dal 13 gólů.

## Trenérská kariéra
Vedl týmy FK Krnov (jaro 1998), FC MSA Dolní Benešov (2. místo v MSFL 1998/99, 3. místo v MSFL 1999/00), SFC Opava (2. liga 2000/01, postup do 1. ligy, 1. liga 2001/02), opět FC MSA Dolní Benešov (jaro 2002), 1. HFK Olomouc (2. liga 2002/03, 1.–8. kolo), FC Vítkovice (2. liga 2003/04, 1.–12. kolo), FC MSA Dolní Benešov (MSFL 2004–2007, 3. místo v MSFL 2005/06), SK Čeladná (1. místo v I. A třídě 2008/09, vítěz okresního poháru, vítěz krajského poháru 2009/10), MFK Havířov (Divize E), FK Nový Jičín (Divize E), FK Slavia Orlová-Lutyně (MSFL, 2014), FK Bohumín (Moravskoslezský krajský přebor, 2014)

## Ligová bilance
| Ročník                                   | Zápasy | Góly | Klub         |
| ---------------------------------------- | ------ | ---- | ------------ |
| 1. československá fotbalová liga 1985/86 | 29     | 6    | TJ Vítkovice |
| 1. československá fotbalová liga 1986/87 | 26     | 4    | TJ Vítkovice |
| 1. československá fotbalová liga 1987/88 | 13     | 0    | TJ Vítkovice |
| 1. československá fotbalová liga 1988/89 | 19     | 0    | TJ Vítkovice |
| 1. československá fotbalová liga 1989/90 | 26     | 1    | TJ Vítkovice |
| 1. česká fotbalová liga 1993/94          | 17     | 2    | FC Vítkovice |
| CELKEM                                   | 130    | 13   |              |